# ビリー・ザ・ベスト
ビリー・ザ・ベスト（Billy Joel: Greatest Hits）は、ビリー・ジョエルが1985年および1997年に発表したコンピレーション・アルバム。

## ビリー・ザ・ベスト （1&2）

### 解説
『ピアノ・マン』（1973）から『イノセント・マン』（1983）までの中から23曲を選曲。新曲として「オンリー・ヒューマン」、「ナイト・イズ・スティル・ヤング」を追加。
なお、「シーズ・ガット・ア・ウェイ」はライヴ・アルバム『ソングズ・イン・ジ・アティック』（1981）のライヴ・ヴァージョンが収録されている。
日本ではオリコン洋楽アルバムチャートで1985年8月5日付から13週連続1位を獲得した。

### 収録曲
全曲ビリー・ジョエル作。

#### DISC1
Greatest Hits Volume I 1973-1977
1. ピアノ・マン - "Piano Man" - 5:39
2. キャプテン・ジャック - "Captain Jack" - 6:57
3. エンターテイナー - "The Entertainer" - 3:40
4. さよならハリウッド - "Say Goodbye to Hollywood" - 4:39
5. ニューヨークの想い - "New York State of Mind" - 6:05
6. ストレンジャー - "The Stranger" - 5:09
7. イタリアン・レストランで - "Scenes from an Italian Restaurant" - 7:36
8. 素顔のままで - "Just the Way You Are" - 4:51
9. ムーヴィン・アウト - "Movin' Out (Anthony's Song)" - 3:30
10. 若死にするのは善人だけ - "Only the Good Die Young" - 3:54
11. シーズ・オールウェイズ・ア・ウーマン - "She's Always a Woman" - 3:20

#### DISC2
Greatest Hits Volume II 1978-1985
1. マイ・ライフ - "My Life" - 4:44
2. ビッグ・ショット - "Big Shot" - 4:02
3. オネスティ - "Honesty" - 3:51
4. ガラスのニューヨーク - "You May Be Right" - 4:13
5. ロックンロールが最高さ - "It's Still Rock and Roll to Me" - 2:58
6. シーズ・ガット・ア・ウェイ - "She's Got a Way" - 3:02
7. プレッシャー - "Pressure" - 4:37
8. アレンタウン - "Allentown" - 3:48
9. グッドナイト・サイゴン〜英雄達の鎮魂歌 - "Goodnight Saigon" - 7:02
10. あの娘にアタック - "Tell Her About It" - 3:51
11. アップタウン・ガール - "Uptown Girl" - 3:16
12. ロンゲスト・タイム - "The Longest Time" - 3:39
13. オンリー・ヒューマン - "You're Only Human (Second Wind)" - 4:49
14. ナイト・イズ・スティル・ヤング - "The Night Is Still Young" - 5:26

#### 1985盤と1998リマスター盤
- 1985年発売当時のLPとカセットは全21曲収録。「キャプテン・ジャック」、「エンターテイナー」、「イタリアン・レストランで 」、「シーズ・ガット・ア・ウェイ（ライブ）」はCDのみに収録。

- 「オネスティ」が収録されているのは日本盤とUS初回盤のみ。海外盤は「オネスティ」の代わりに「ドント・アスク・ミー・ホワイ」が収録されている。その後US盤も「ドント・アスク・ミー・ホワイ」に差し替えとなっているが、日本盤には引き続き「オネスティ」が収録されている。

- 1998年リマスター盤より「さよならハリウッド」は『ニューヨーク物語』（1976）からのスタジオ・ヴァージョンに差し替えられた。それ以前は「シーズ・ガット・ア・ウェイ」と同じく『ソングズ・イン・ジ・アティック』（1981）からのライヴ・ヴァージョンが収録されていた。

- 1998年リマスター盤より、下記の曲はアルバム・ヴァージョンに差し替えられた。それ以前はラジオ・エディット・ヴァージョンが収録されていた。

1. 素顔のままで - 3:37 → 4:51
2. マイ・ライフ - 3:52 → 4:44
3. ビッグ・ショット - 3:44 → 4:02
4. プレッシャー - 3:16 → 4:37
5. あの娘にアタック - 3:36 → 3:51

## ビリー・ザ・ベスト 3

### 解説
『イノセント・マン』（1983）から『リヴァー・オブ・ドリームス』（1993）までの中から14曲を選曲、さらにカヴァー曲を3曲追加。

### 収録曲
特記なき楽曲はビリー・ジョエル作。
1. キーピン・ザ・フェイス - "Keeping the Faith" - 4:38
2. イノセント・マン - "An Innocent Man" - 5:19
3. マター・オブ・トラスト - "A Matter of Trust" - 4:12
4. ベイビー・グランド - "Baby Grand" - 4:05
5. ディス・イズ・ザ・タイム - "This Is the Time" - 5:00
6. レニングラード - "Leningrad" - 4:04
7. ハートにファイア - "We Didn't Start the Fire" - 4:48
8. 愛はイクストリーム - "I Go to Extremes" - 4:24
9. そして今は… - "And So It Goes" - 3:38
10. ザ・ダウンイースター"アレクサ" - "The Downeaster 'Alexa'" - 3:44
11. シェイムレス - "Shameless" - 4:27
12. 君が教えてくれるすべてのこと - "All About Soul(Remix）" - 6:01
13. 眠りつく君へ - "Lullabye (Goodnight, My Angel)" - 3:35
14. ザ・リヴァー・オブ・ドリームス - "The River of Dreams" - 4:11
15. 心のままに - "To Make You Feel My Love" （Bob Dylan） - 3:53
オリジナルはボブ・ディラン（ただし発売はビリー・ジョエルの方が先）。後にガース・ブルックス、アデルらもカヴァー。
16. ヘイ・ガール - "Hey Girl" （Gerry Goffin & Carole King） - 3:57
オリジナルはフレディ・スコット。
17. ライト・アズ・ザ・ブリーズ - "Light As The Breeze" （Leonard Cohen） - 6:12
オリジナルはレナード・コーエン。